# Janggi
Janggi hay còn có tên là Cờ tướng Triều Tiên hay Cờ tướng Hàn Quốc là một loại trò chơi cờ bàn của các nước Triều Tiên và Hàn Quốc có nguồn gốc từ cờ tướng của Trung Quốc và là trò chơi chiến thuật rất phổ biến ở Hàn Quốc nhưng ít phổ biến ở Triều Tiên. Đây là một biến thể của cờ tướng do người dân tộc Triều Tiên sáng tạo ra, thể hiện cách nghĩ riêng, lòng tự tôn dân tộc. Với loại cờ này, người Triều Tiên cũng muốn chứng tỏ mình ngang hàng với cờ Shogi của Nhật Bản, khi nước này có loại cờ riêng.
Triều Tiên bị kẹp giữa hai nước lớn hơn là Trung Quốc và Nhật Bản, trong lịch sử Triều Tiên thường xuyên bị hai nước này thay nhau cai trị. Điều đó tạo ra tâm lý bất mãn và ý muốn chứng tỏ mình không thua kém gì hai nước này. Một trong những thể hiện sự độc lập, sáng tạo của họ là những thay đổi trong môn cờ tướng.

## Lịch sử
Cờ tướng Triều Tiên là phát minh từ cờ tướng ở triều đại Bắc Tống Trung Quốc. Cách gọi sớm nhất là tượng kỳ, tượng hí, tượng dịch. Từ triều đại họ Lý của Triều Tiên gọi là cờ tướng.

## Luật chơi

### Bàn cờ
Bàn cờ là hình chữ nhật do 9 đường dọc và 10 đường ngang cắt nhau vuông góc tại 90 điểm hợp thành và không có sông. Mỗi bên có một cung Sở hình vuông do 4 ô hợp thành tại các đường dọc 4, 5, 6 kể từ đường ngang cuối của mỗi bên, trong 4 ô này có vẽ hai đường chéo. Vị trí ban đầu xem hình vẽ.

### Quân cờ
Mỗi ván cờ lúc bắt đầu phải có đủ 32 quân, hình bát giác chia đều cho mỗi bên gồm 16 quân Xanh và 16 quân Đỏ, gồm bảy loại quân: Hán (Sở) 1 quân là lớn nhất, biểu thị đó là quân quan trọng, Tượng 2 quân, Xe 2 quân, Pháo 2 quân, Mã 2 quân là quân lớn thứ hai, Sĩ 2 quân, Tốt (Binh) 5 quân là quân bé nhát. Quân Xanh được viết theo lối thảo thư, quân Đỏ được viết theo lối khải thư. Bên đi quân Xanh là bên đi trước.

#### Tướng (Hán/Sở)
Trong cờ Janggi thời cổ, quân đó được gọi là quân Tướng. Nhưng gần đây, cách gọi của quân đó là Hán và Sở. Quân Hán (Sở) đi ngang, dọc và chéo theo "các đường trong cung" 1 ô mỗi nước và luôn luôn phải ở trong cung.

#### Sĩ
Quân Sĩ đi ngang, dọc và chéo theo "các đường trong cung" 1 ô mỗi nước và luôn luôn phải ở trong cung.

#### Tượng
Quân Tượng đi theo đường chéo của hình chữ nhật 2x3. Di chuyển giống quân mã nhưng bước thêm một đường chéo nữa. Nếu có một quân đứng trên đường di chuyển của tượng thì Tượng không đi được (tương tự như mã), gọi là "cản Tượng".

#### Mã
Quân Mã đi ngang hoặc dọc 1 ô và chéo 1 ô. Nếu có một quân đứng bên cạnh quân Mã và bị cản thì không được đi đường đó.

#### Xe
Quân Xe đi ngang hoặc dọc trên bàn cờ đến ô còn trống, không bị quân khác cản đường hoặc đi chéo ở cửu cung.

#### Pháo
Quân Pháo có thể di chuyển ngang dọc hoặc chéo ở cửu cung. Nhưng điểm khác biệt so với cờ tướng Trung Quốc là Pháo không được ăn Pháo và khi di chuyển thì Pháo cũng phải nhảy qua đầu 1 quân nào đó như khi ăn quân và không được nhảy qua đầu các quân Pháo khác.

#### Tốt (Binh)
Quân Tốt đi ngang hay tiến 1 ô mỗi nước hoặc đi chéo ở cửu cung, không được đi lùi, do đó, "Tốt 1 bình 2" là cách khai cuộc của cờ Janggi.
Khi đi đến đường biên ngang bên phần sân đối phương, lúc này, chúng được gọi là Tốt lụt.

### Cách thay đổi
Với những thay đổi như trên, rõ ràng sự phân chia lãnh thổ là không cần thiết, do đó bàn cờ Janggi bỏ khu vực sông.
Đa phần các quân, trừ quân Pháo, đều được nâng cao về khả năng cơ động và sức chiến đấu, do đó cờ Hàn xem ra có vẻ phong phú và sôi động hơn cờ tướng.
Ví dụ, để đưa quân Xe vào trận thì chỉ cần dịch quân Tốt đầu Xe sang bên, trong khi đó với cờ tướng thì phải mất ít nhất 3 nước mới có thể đặt quân Xe vào vị trí.
Cùng với những thay đổi về luật chơi, chiến thuật chơi cũng thay đổi theo. Chẳng hạn, không có khái niệm tam tử đồng biên (Xe Pháo Mã cùng tấn công 1 cánh), không có Pháo chồng, Pháo gánh hay Pháo 45 như cờ tướng.
Tuy nhiên, cờ Hàn lại không có luật "lộ mặt Tướng" và Tướng cùng các quân Sĩ vốn làm nhiệm vụ bảo vệ tướng đều được nâng cao về sức chiến đấu nên việc chiếu hết trở nên khó khăn hơn. Vì vậy mà tỉ lệ hòa trong một trận đấu cũng rất cao.

### Quy định thắng thua
- Ba lần lặp lại cục diện. bất kể như thế nào thì tính là cờ hòa.
- Nếu không có khả năng chiến thắng, có thể không đi nước cờ và nhận thua.

### Quy định mới
Hiệp hội Cờ Janggi quy định nếu hòa thì tính điểm của quân cờ để xét:
- Bên đi sau: 1,5 điểm
- Xe: 13 điểm
- Pháo: 7 điểm
- Mã: 5 điểm
- Tượng: 3 điểm
- Sĩ: 3 điểm
- Tốt: 2 điểm

## Biến thể
Hiệp hội Janggi tại Tokyo quy định để giảm bớt ván hòa, nếu Tốt đi đến hết bàn cờ, sẽ được phong các quân đã bị ăn (trừ quân Sĩ và quân Hán Sở).。